# Carl Theodor Milchling von Schönstadt
Carl Theodor Milchling von Schönstadt (* 22. Oktober 1755 in Helmighausen; † 29. Juni 1825 in Schönstadt) war ein deutscher Gutsbesitzer, Oberstallmeister und Abgeordneter im Fürstentum Waldeck.

## Leben
Milchling von Schönstadt war der Sohn des Obristen Dietrich Adam Friedrich Wilhelm Milchling von Schönstadt (getauft 19. Dezember 1704 in Schönstadt; † 28. Februar 1763 in Helmighausen) und dessen Ehefrau Hedwig Dorothea Friederike geborene Schenck zu Schweinsberg (* 10. Dezember 1724 in Romrod; † 8. Juni 1793 in Helmighausen). Er war evangelisch-reformiert und heiratete am 27. Juni 1785 in Arolsen Johannette Caroline* Louise Philippine Hermann von Sonnenberg (* 5. Juli 1761 in Arolsen; † 27. Januar 1849 ebenda), die Tochter des Regierungsrates Friedrich Wilhelm Hermann (seit 7. Januar 1761) von Sonnenberg (* 9. Dezember 1725 in Darmstadt; † 31. August 1805 in Schönstadt) und dessen Ehefrau Sophie Henriette geborene Suden (* 27. Juni 1736 in Mengeringhausen; † 6. Februar 1819 in Marburg). Aus der Ehe gingen zwei Töchter hervor. Hedwig heiratete Alexander Felix von Dalwigk zu Lichtenfels und Caroline heiratete Franz Carl Ernst Wilhelm Rau von Holzhausen (* 1777, † 22. Februar 1830 in Arolsen).
Milchling von Schönstadt war Herr auf Helmighausen. Nach der Allodifikation 1811 verstärkte er in Helmighausen die wirtschaftliche Aktivität. 1823 verkaufte er das Gut, um die Mitgiftzahlung an seinen Schwiegersohn, den Fürstlich Waldeckischen Oberforstmeister und Obervorsteher der Milden Stiftungen, Franz Carl Ernst Wilhelm Rau von und zu Holzhausen und Nordeck, zu finanzieren.
1775 wurde er Fähnrich und später Hofjunker. Im Jahr 1786 wurde er zum Vize-Oberstallmeister und noch vor 1810 zum Oberstallmeister ernannt. Spätestens 1814 und bis zum 29. Juni 1825 war er für die Ritterschaft Mitglied des Landstandes des Fürstentums Waldeck.